# Wincenty Żelski
Wincenty Żelski herbu Ogończyk (ur. ok. 1510, zm. 1568) – podstoli dobrzyński, kasztelan słoński i dobrzyński.
Syn Jana, kasztelana dobrzyńskiego i Doroty z Markowa. W młodym wieku został podstolim dobrzyńskim, 31 stycznia 1536 roku otrzymał nominację na kasztelana słońskiego, w 1539 roku postąpił na kasztelanię dobrzyńską.
Żonaty był z Zofią Lisowską herbu Przeginia odm. z Lisewa w ziemi chełmińskiej, córką Michała, zamężną 1.v  za  Piotrem Sokołowskiem, kasztelanem rypińskim, z którą pozostawił córkę Zofię, która poślubiła 7 marca 1551 roku Michała Lasockiego herbu Dołęga, podkomorzyca dobrzyńskiego oraz synów: Feliksa i Piotra. 